# The Rise and Fall of a Midwest Princess
A The Rise and Fall of a Midwest Princess (röviden csak Midwest Princess) Chappell Roan amerikai énekesnő és dalszerző debütáló stúdióalbuma, amely 2023. szeptember 22-én jelent meg, az Amusement Records kiadón keresztül, ami az Island Records leányvállalata. Ugyan főleg popalbum, tartalmaz elemeket a szintipop, a pop-rock, az új hullám, a folk-pop, a rock, a dance-pop, a country és a diszkó stílusokból.
Roan a lemezt Dan Nigróval szerezte, 2018-ban kezdve a munkálatokat. A Midwest Princess hangzása camp-pop és hallatszik rajta olyan LMBT-művészeti ágak befolyása, mint drag showk. Az albumot Roan élete inspirálta, ahogy elhagyta szülővárosát Missouriben, hogy Los Angelesbe költözzön. Önmaga felfedezése közben olyan témákról énekel, mint a szerelem, szívfájdalom és elfogadja szexuális identitását. Azt követően, hogy kiadója szerződést bontott vele, Roan független előadóként folytatta pályafutását, olyan dalokat kiadva, amik végül a Midwest Princess alapját adták.
A lemezt méltatták zenekritikusok, innovatív és bátor jellege, illetve érzelmessége miatt. Ezek mellett kiemelték a dalszerzést, a dinamikus popelemeket és Roan énekhangját. Sok magazin az év egyik legjobb albumának nevezte.
Ugyan nem volt azonnal kereskedelmileg sikeres, a Midwest Princess kultuszalbum lett megjelenése utáni hónapokban, és 2024 elejére elkezdett egyre népszerűbb lenni. Az album sikerében nagy szerepet játszott, hogy az énekes nyitófellépő volt Olivia Rodrigo Guts World Tour turnéján, illetve fellépett olyan fesztiválokon, mint a Coachella és Governors Ball, de a Good Luck, Babe! kislemez is fontos volt kereskedelmi fellendülésében. 2024 nyarán érte el csúcsát népszerűsége, Írországban, az Egyesült Királyságban és Írországban is listavezető lett, míg augusztusra második a Billboard 200-on. Több kislemeze is (My Kink Is Karma, Femininomenon, Casual, Pink Pony Club, Red Wine Supernova, Hot to Go!) szerepelt a Billboard Hot 100-on, először megjelenésük óta.
Roan az albumot a Midwest Princess Tour turnéval népszerűsítette, illetve szerepelt a NPR Music Tiny Desk Concerts sorozatában és fellépett a The Late Show with Stephen Colbert és a The Tonight Show Starring Jimmy Fallon műsorán is.

## Háttér és felvételek
Roan 2017-ben egyedült élt Los Angelesben és a Atlantic Records kiadóhoz volt szerződve, ekkor adta ki a School Nights középlemezt, amit később beismert, hogy utált. 2018-ban kezdett el dolgozni Dan Nigro dalszerzővel, aminek következtében 2020 áprilisában (több, mint három évvel a lemez előtt) jelent meg az első kislemez az albumról, a Pink Pony Club, azt követően, hogy az Atlantic Records több, mint egy évig nemet mondott a kiadására. Később az évben Roannal szerződést bontott az Atlantic. Amellett, hogy ugyanazon a héten szakított fele barátja, akivel négy évig voltak együtt, a Covid19-pandémia közben Roan visszaköltözött Missouriba. Több munkája volt egyszerre, hogy megkeressen elég pénzt arra, hogy visszaköltözhessen Kaliforniába, ahol újra elkezdett dolgozni a korábban Olivia Rodrigo albumával elfoglalt Nigróval, aki leszerződtette saját kiadójához. Roan azt mondta, hogy a The Rise and Fall of a Midwest Princess megírása közben fogadta el teljesen, hogy queer.

## Kritika
A The Rise and Fall of a Midwest Princesst kiadása után méltatták. Olivia Horn (Pitchfork) az albumról azt írta, hogy egy „bátor és lármás bemutatkozás,” méltatva a dalszerzést és kiemelve az énekes „erőteljes és sokoldalú” hangját. Otis Robinson (DIY) szerint egy „gondolkodó, kicsit tébolyodott és teljesen ellentétes, egyesítve Lana Del Rey altpop komolyságát Lorde kötetlen, gyerekes báját.”
Az NME munkatársa, Hannah Mylrea, popslágerekkel teli lemeznek nevezte, illetve azt írta, hogy „egy album, ami egyesíti Roan felvillanyozó popstílusát, vicces, ellenállhatatlan dalszerzésével.” Sam Franzini (The Line of Best Fit) véleménye szerint Roan „képességeit fitogtatja debütáló albumán. Az emberi szexualitás, pszichológia és vágy minden sarkát felkutatja, mindezt az év talán legfülbemászóbb refrénjeivel.”

### Elismerések
A The Rise and Fall of a Midwest Princess több év végi ranglistán is szerepelt 2023-ban: The A.V. Club (2.), TIME (4.), Nylon (8.), Dork (11.), Rolling Stone (12.), Billboard (13.), The Skinny (19.), Uproxx (nem sorrendben), Alternative Press (nem sorrendben), Vogue (nem sorrendben). Ezek mellett a Pitchfork is listázta 2023 22 legjobb popalbuma listáján, míg a Pop Buzz az év legjobbjának nevezte.

## Számlista
| The Rise and Fall of a Midwest Princess | The Rise and Fall of a Midwest Princess | The Rise and Fall of a Midwest Princess            | The Rise and Fall of a Midwest Princess | The Rise and Fall of a Midwest Princess | The Rise and Fall of a Midwest Princess | The Rise and Fall of a Midwest Princess | The Rise and Fall of a Midwest Princess | The Rise and Fall of a Midwest Princess | The Rise and Fall of a Midwest Princess |
|                                         | Cím                                     | Szerző(k)                                          | Producer(ek)                            | Hossz                                   |                                         |                                         |                                         |                                         |                                         |
| --------------------------------------- | --------------------------------------- | -------------------------------------------------- | --------------------------------------- | --------------------------------------- | --------------------------------------- | --------------------------------------- | --------------------------------------- | --------------------------------------- | --------------------------------------- |
| 1.                                      | Femininomenon                           | Kayleigh Amstutz Daniel Nigro                      | Nigro Mike Wise                         | 3:39                                    |                                         |                                         |                                         |                                         |                                         |
| 2.                                      | Red Wine Supernova                      | Amstutz Lisa Hickox Amy Kuney Nigro Annie Schindel | Nigro Noah Conrad Iixa                  | 3:12                                    |                                         |                                         |                                         |                                         |                                         |
| 3.                                      | After Midnight                          | Amstutz Nigro Casey Smith                          | Nigro                                   | 3:24                                    |                                         |                                         |                                         |                                         |                                         |
| 4.                                      | Coffee                                  | Amstutz Maya Kurchner Eric Leva Nigro              | Nigro                                   | 3:25                                    |                                         |                                         |                                         |                                         |                                         |
| 5.                                      | Casual                                  | Amstutz Nigro Morgan St. Jean                      | Nigro Ryan Linvill                      | 3:52                                    |                                         |                                         |                                         |                                         |                                         |
| 6.                                      | Super Graphic Ultra Modern Girl         | Amstutz Annika Bennett Nigro Jonah Shy             | Nigro Wise Shy                          | 3:03                                    |                                         |                                         |                                         |                                         |                                         |
| 7.                                      | Hot to Go!                              | Amstutz Nigro                                      | Nigro                                   | 3:04                                    |                                         |                                         |                                         |                                         |                                         |
| 8.                                      | My Kink Is Karma                        | Amstutz Nigro Justin Tranter                       | Nigro                                   | 3:42                                    |                                         |                                         |                                         |                                         |                                         |
| 9.                                      | Picture You                             | Amstutz Nigro                                      | Nigro                                   | 3:07                                    |                                         |                                         |                                         |                                         |                                         |
| 10.                                     | Kaleidoscope                            | Amstutz                                            | Nigro                                   | 3:42                                    |                                         |                                         |                                         |                                         |                                         |
| 11.                                     | Pink Pony Club                          | Amstutz Nigro                                      | Nigro                                   | 4:18                                    |                                         |                                         |                                         |                                         |                                         |
| 12.                                     | Naked in Manhattan                      | Amstutz Nigro Skyler Stonestreet                   | Nigro                                   | 3:31                                    |                                         |                                         |                                         |                                         |                                         |
| 13.                                     | California                              | Amstutz Nigro                                      | Nigro                                   | 3:18                                    |                                         |                                         |                                         |                                         |                                         |
| 14.                                     | Guilty Pleasure                         | Amstutz Marcus Andersson Nate Campany Nigro        | Nigro                                   | 3:44                                    |                                         |                                         |                                         |                                         |                                         |
| 49:08                                   |                                         |                                                    |                                         |                                         |                                         |                                         |                                         |                                         |                                         |

## Közreműködők
| Zenészek - Kayleigh Amstutz – énekes (összes), háttérénekes (tracks 3, 4, 6, 7, 9, 14) - Dan Nigro – háttérénekes (1–7, 9, 14), basszusgitár (1, 2, 4, 5, 10, 12), gitár (1–3, 6, 8, 9), programozás (1), dob programozás (2, 7, 9, 14), akusztikus gitár (4, 9, 14), zongora (4, 10), billentyűk (6, 13), dobok (9, 14), Mellotron (10) - Emily Williams – háttérénekes (1) - Mike Wise – programozás (1), billentyűk (6) - Paul Cartwright – vonósok (1); brácsa, hegedű (9, 10, 13) - Cara Salimando – háttérénekes (2) - Giana Shabestari – háttérénekes (2) - Sterling Laws – dobok (3, 6, 7, 13) - Jared Solomon – basszusgitár (3) - Sam Stewart – gitár (4, 7, 11) - Ryan Linvill – furulya (4), basszusgitár (8), dob programozás (9, 12), szaxofon (9), programozás (11), kürt hangszerelés (13) - Arianna Powell – akusztikus gitár (4) - Kate Brady – háttérénekes (11) - Benjamin Romans – zongora (11) - Danny Ward – kürt (13) - Erick Serna – gitár (13) - Ido Meshulam – harsona (13) - Austin Drake – trombita (13) - Julian Dessler – trombita (13) | Utómunka - Randy Merrill – maszterelés - Mitch McCarthy – keverés (1, 4, 7, 11–13) - Serban Ghenea – keverés (2, 3, 6, 8) - Michael Coleman – keverés (5) - Nathan Phillips – keverés (9) - Tom Elmhirst – keverés (10) - Geoff Swan – keverés (14) - Daniel Nigro – hangmérnök - Mike Wise – hangmérnök (1) - Noah Conrad – hangmérnök (2) - Chris Kasych – hangmérnök (4) - Ryan Linvill – hangmérnök (5, 9) - Jonah Shy – hangmérnök (6) - Bryce Bordone – keverő hangmérnök (3, 8), keverő asszisztens (2, 6) - Austen Healey – hangmérnök asszisztens (2, 3, 7, 9, 10, 14) |

## Slágerlisták
| Slágerlista (2024)                            | Legmagasabb pozíció |
| --------------------------------------------- | ------------------- |
| Ausztrália (ARIA Top 50 Albums)               | 4                   |
| Ausztria (Ö3 Austria Top 40)                  | 33                  |
| Belgium (Ultratop Flandria)                   | 13                  |
| Belgium (Ultratop Vallónia)                   | 106                 |
| Dánia (Hitlisten Album Top 40)                | 39                  |
| Egyesült Királyság (UK Albums Chart)          | 1                   |
| Egyesült Királyság (Scottish Albums)          | 1                   |
| Finnország (Musiikkituottajat Albumit Top 50) | 19                  |
| Franciaország (SNEP Album Top 100)            | 199                 |
| Hollandia (Dutch Charts Album Top 100)        | 8                   |
| Izland (Plötutíðindi)                         | 14                  |
| Írország (IRMA)                               | 1                   |
| Kanada (Billboard Canadian Albums)            | 3                   |
| Litvánia (AGATA)                              | 32                  |
| Németország (Offizielle Top 100)              | 41                  |
| Norvégia (VG-lista Album Top 40)              | 23                  |
| Portugália (AFP Top 30 Albums)                | 36                  |
| Spanyolország (PROMUSICAE Top 100 Álbumes)    | 53                  |
| Svájc (Schweizer Hitparade Top 100 Albums)    | 22                  |
| Svédország (Sverigetopplistan)                | 30                  |
| USA Billboard 200                             | 2                   |
| Új-Zéland (RMNZ Albums)                       | 1                   |

## Minősítések
| Régió                                                            | Minősítés    | Eladott példányszám |
| ---------------------------------------------------------------- | ------------ | ------------------- |
| Egyesült Államok (RIAA)                                          | Platinalemez | 1 000 000‡          |
| Egyesült Királyság (BPI)                                         | Platinalemez | 300 000‡            |
| Kanada (Music Canada)                                            | Platinalemez | 80 000‡             |
| Új-Zéland (RMNZ)                                                 | Platinalemez | 15 000‡             |
| ‡ Eladási+streaming példányszámok kizárólag a minősítés alapján. |              |                     |